# Äggställning
Äggställning är en ihopkrupen aerodynamisk ställning en utförsåkare använder för att minska luftmotståndet. Ju mer en åkare klarar av att stå i äggställning, desto mer tid tjänar denne då ställninen i regel genererar högre fart. De alpina sporter där den är vanligast är i speedskiing, störtlopp, super-G och i viss mån skicross.
Äggställningen kännetecknas av bred benställning med överkroppen framåthukad och med armbågarna mellan knäna. På detta sätt arbetar benen oberoende av varandra och klarar bättre att följa banans ojämnheter.